# Ельчо (озеро)
Е́льчо (исп. Lago Yelcho) — озеро на западных склонах Патагонских Анд в Чили, располагается в провинции Палена области Лос-Лагос.

## Общие сведения
Озеро Ельчо расположено в южной части среднего Чили, в 46 км к югу от Чайтена. Площадь озера составляет 116 км². Основное питание Ельчо получает по реке Футалеуфу. Сток на северо-запад по реке Ельчо в залив Корковадо Тихого океана. Вдоль северо-западного берега озера проходит шоссе Carretera Austral.